# COSE
COSE (Common Open Software Environment) – zgrupowanie producentów, do którego należą m.in. SunSoft, Nevell, IBM, Hewlett-Packard. Zajmują się pracą nad środowiskiem pracy użytkownika dla Unixa/Linuxa. Standaryzują udostępnione kody sterowników sprzętowych.